# جلان آدامز
جلان آدامز (بالإنجليزية: Glen Adams)‏ هو موسيقي وملحن جامايكي، ولد في 27 نوفمبر 1945 في كينغستون في جامايكا، وتوفي في 17 ديسمبر 2010.

## وصلات خارجية
- جلان آدامز على موقع IMDb (الإنجليزية)
- جلان آدامز على موقع ميوزك برينز (الإنجليزية)
- جلان آدامز على موقع أول ميوزيك (الإنجليزية)
- جلان آدامز على موقع ديسكوغز (الإنجليزية)